# Mapinguari (thực vật)
Mapinguari là một chi lan
có nguồn gốc từ Trung Mỹ và phía bắc Nam Mỹ. Gồm 4 loài sau:
1. Mapinguari auyantepuiensis (Foldats) Carnevali & R.B.Singer - Ở Guyana, Suriname, Venezuela, Peru, Brazil.
2. Mapinguari desvauxianus (Rchb.f.) Carnevali & R.B.Singer - Ở Guianas, Venezuela, Colombia, Ecuador, Peru, Brazil.
3. Mapinguari foldatsianus (Carnevali & I.Ramírez) Carnevali & R.B.Singer - Ở Guyana, Venezuela.
4. Mapinguari longipetiolatus (Ames & C.Schweinf.) Carnevali & R.B.Singer - Ở Costa Rica, Panama, Venezuela, Colombia, Ecuador, Peru.